# Castrato di agnello del Centro Italia
Il castrato di agnello del Centro Italia è un prodotto di nicchia tipico della pastorizia dell'Italia centrale, dei territori delle province di Bologna, Rimini, Forlì-Cesena, Ravenna, Modena, Reggio Emilia e Parma (le ultime tre limitatamente al territorio collinare e montano).

Esso deriva principalmente da pecore (Ovis aries) di razze e tipi genetici da carne (es.: Appenninica, Fabrianese, Merinizzata Italiana, Maremmana, Pomarancina, Sopravissana, Zerasca, ecc.), oltre che da ovini a duplice attitudine (Garfagnina Bianca, Massese, ecc.) e loro incroci.
Il Castrato di agnello del centro Italia è caratterizzato da un rapido accrescimento ponderale e si ottiene da agnelli dell'età massima di un anno, ai quali è stata precocemente praticata la neutralizzazione sessuale (castrazione).
Tali soggetti forniscono una carcassa di peso superiore a 20 kg (fino a 30 - 35 kg circa), con una copertura di grasso variabile da scarso ad abbondante, e la cui carne è particolarmente prelibata, grazie all'alimentazione a base di pascoli di ottima qualità ricchi di essenze pabulari che sono peculiari dell'ambiente pedoclimatico del centro Italia. Questa carne è resa più tenera e saporita anche grazie alla frollatura (minimo 5 giorni), durante la quale avviene una serie di reazioni positive nella struttura muscolare.

## Notizie storiche
Durante il Medioevo anche alcune opere di medicina trattano del castrato e dell'allevamento ovino, tra cui i Tacuina sanitatis, che descrivevano le proprietà mediche dei vari alimenti disponibili per l'uomo secondo la medicina galenica.
L'importanza attribuita alle carni ovine in epoca medievale è desumibile dalle norme contenute negli statuti di molti comuni del centro Italia, dei secoli XIII e XIV, riportate anche nelle edizioni cinquecentesche.
In particolare, la principale preoccupazione delle magistrature comunali era quella di evitare che le carni di pecore e montoni fossero vendute per quelle, più pregiate, di castrati o castroni.
Si disponeva anche che i due tipi di carne fossero venduti in tempi o in banchi diversi, stabilendo talvolta persino la distanza minima da rispettare.
Nell'eventualità che le carni non fossero fisicamente separate si obbligava il macellaio ad apporre segni e sigilli, specificando, come nel caso di alcuni comuni, che fossero sugellati a li pedi.

Nella fiscalità dello Stato Pontificio, naturalmente uno dei beni tassati era la carne e tra queste spicca più volte il castrato: 
(Dichiarationi e ordini sopra il sussidio del quatrino di carne d’osservarsi per tutto lo stato ecclesiastico: ASF, Bandi stampati, vol. I, anno 1638.)
Nell'Italia centrale, anche in conseguenza della transumanza, alcuni agnelli del gregge venivano prima castrati, poi fatti ingrassare dai pastori o anche dai contadini, ai quali venivano ceduti quale compenso per l'uso dei pascoli, per essere utilizzati come riserva di carne dalla famiglia, e spesso macellati e cucinati in estate, all'epoca della maturazione dei pomodori.
La castrazione si eseguiva per evitare che, avvicinandosi all'anno di età, la carne assumesse odori troppo forti.
Inoltre, consentiva anche il pascolo di questi capi insieme al resto del gregge, senza il rischio di ingravidare le pecore presenti.